# Gnophomyia viridipennis
Gnophomyia viridipennis là một loài ruồi trong họ Limoniidae. Chúng phân bố ở miền Cổ bắc.